# Châtillon (Delémont)
Châtillon é uma comuna da Suíça, situada no distrito de Delémont, no cantão de Jura. Tem 5,33 km² de área e sua população em 2018 foi estimada em 481 habitantes.